# 千葉工業大学創造工学部
千葉工業大学創造工学部（ちばこうぎょうだいがくそうぞうこうがくぶ）は、千葉工業大学に設置されている学部の一つ。

## 概要
千葉工業大学創造工学部は、2016年、創造性を要する工学分野およびその学際的領域において世界文化に貢献し得る人材の育成を目指して誕生した。
教育カリキュラムでは、技術・計画・設計やデザインの融合による創造工学に関する基礎的な知識と技能を広く学べるようにした。また、工学的な基礎科目群と計画・設計やデザインの専門科目群の下には、多くの演習科目を用意して、その知識を得て、学生たちが、ものづくり・仕組みづくり・空間づくり・都市づくり・国土づくりに活用できるようにしている。
千葉工業大学創造工学部は、建築学科、都市環境工学科、デザイン科学科の3学科で構成される。

## 沿革
- 1942年 - 興亞工業大學の開校式を実施。航空工学科、冶金学科、機械学科でスタート。
- 1946年、学校名を「千葉工業大学」に改称。
- 1944年 - 日本冶金川崎製造所内に工学部（本科）を開設。
- 2016年 - 工学部を改組し、工学部と創造工学部と先進工学部を新設。

## 組織
- 創造工学部
  - 建築学科
  - 都市環境工学科
  - デザイン科学科